# Bupalus mughusaria
Bupalus mughusaria là một loài bướm đêm trong họ Geometridae.